# 丽夏达·施迈瑟
丽夏达·施迈瑟（德語：Richarda Schmeißer，1954年8月20日—），德国女子竞技体操运动员。她曾代表东德参加1972年夏季奥林匹克运动会体操比赛，获得女子团体全能银牌。